# Đơn tướng quân
Đơn tướng quân, hay còn gọi là lắu hoa cong, xương sơn, danh pháp khoa học Chassalia curviflora là một loài thực vật có hoa trong họ Thiến thảo. Loài này được (Wall.) Thwaites miêu tả khoa học đầu tiên năm 1859.

## Hình ảnh

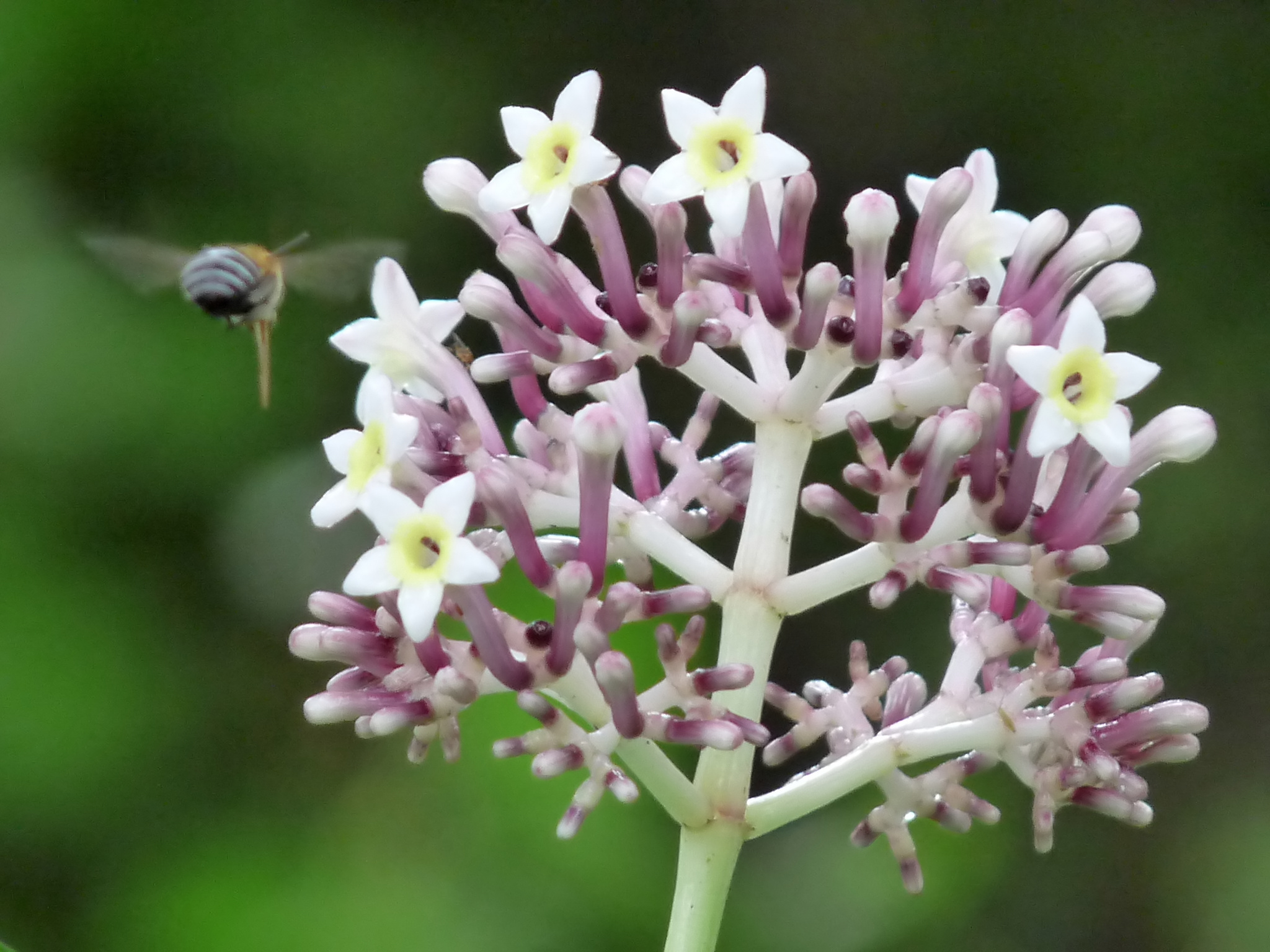
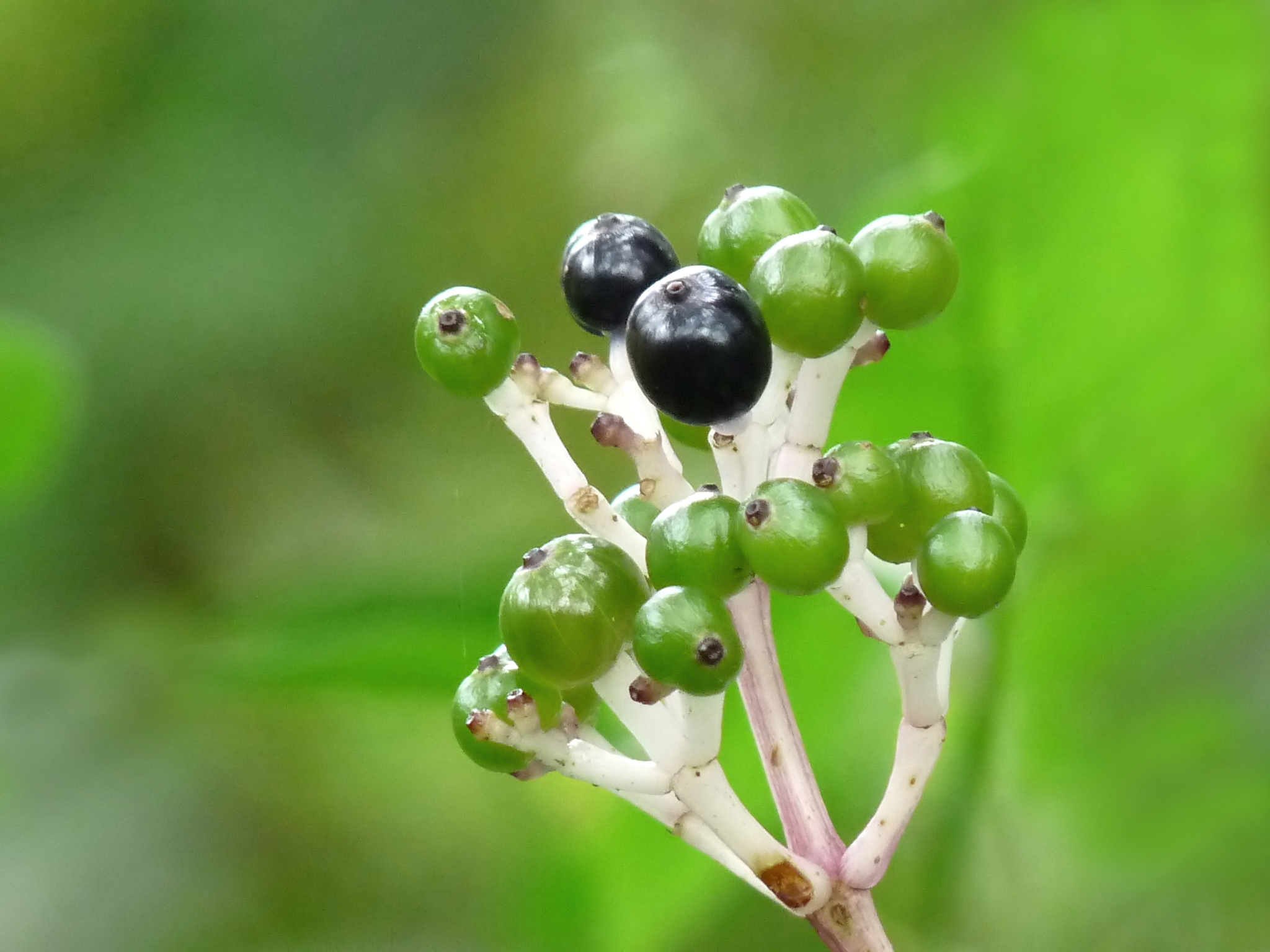
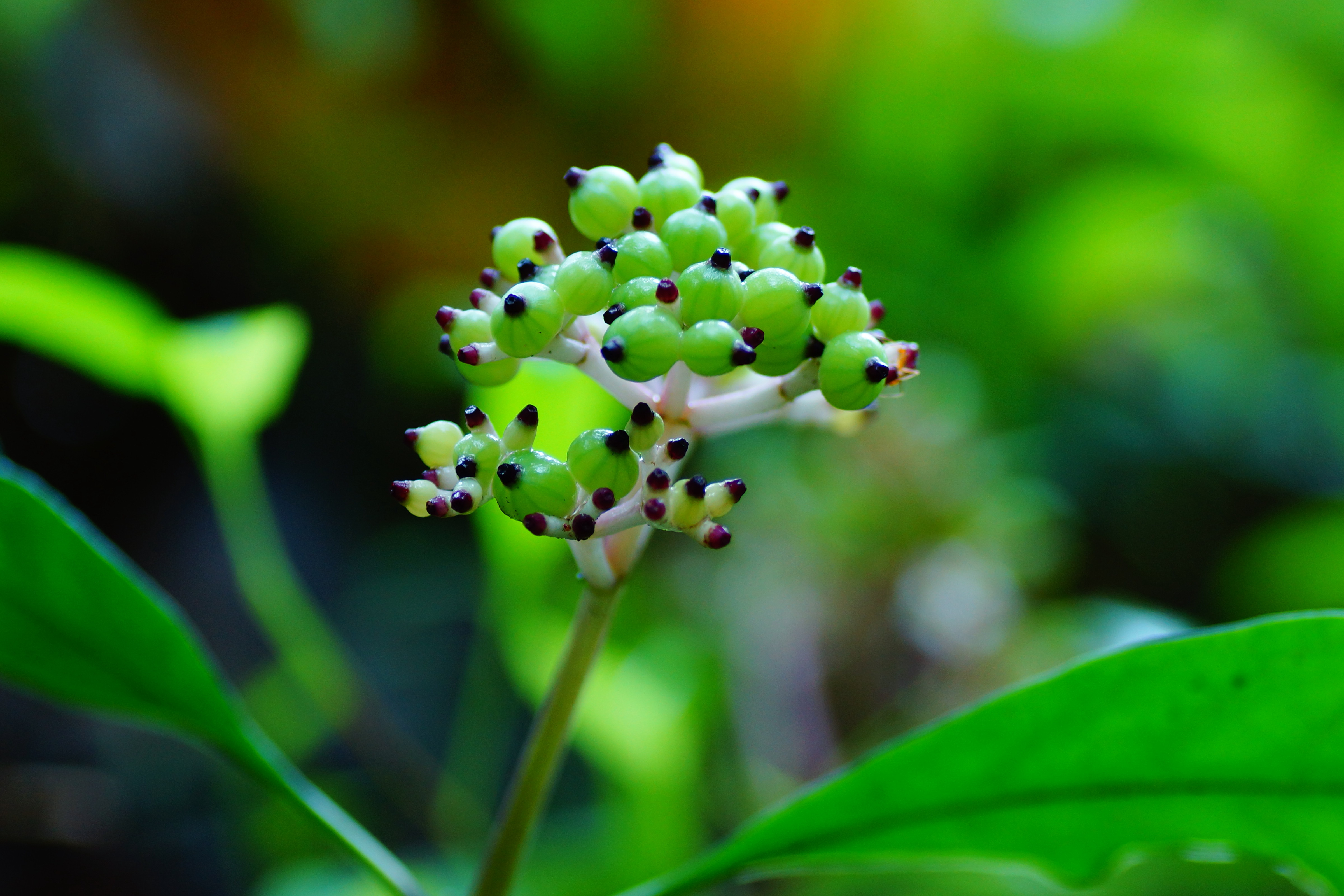